# Chionaema palawanica
Chionaema palawanica är en fjärilsart som beskrevs av Cerny 1993. Chionaema palawanica ingår i släktet Chionaema och familjen björnspinnare. Inga underarter finns listade i Catalogue of Life.